# 생활법률
생활법률은 대한민국의 방송국 MBC 표준FM에서 주중은 오전 11시 15분부터 11시 20분까지 토요일은 오전 11시 10분부터 오전 11시 15분까지 금태섭이 진행했던 라디오 생활법률 프로그램이다. 2009년 가을개편으로 신설되었으나 1년만인 2010년 가을개편으로 폐지되었다.

## 프로그램 소개
- 생활법률은 누구에게나 일어날 수 있는 일이지만 법에 대해서는 잘 몰라 궁금해 하실 법안이 이들에 대해서 다루도록 한다.